# Martin Mapisa
Martin Mapisa, né le 25 mai 1998 à Harare, est un footballeur international zimbabwéen. Il joue au poste de gardien de but.

## Carrière

### En sélection
Il fait ses débuts en sélection le 29 mars 2021 contre la Namibie lors des qualifications à la Coupe d'Afrique des nations 2021. 